# 크리스치나 치마노우스카야

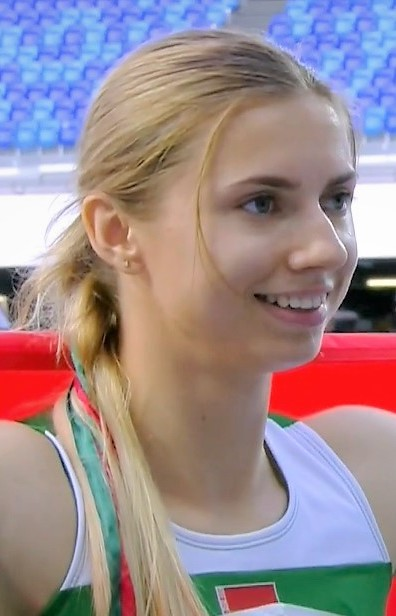
2019년 하계 유니버시아드

크리스치나 세르게예우나 치마노우스카야(Крысціна Сяргееўна Ціманоўская, 1996년 11월 19일 ~ )는 벨라루스의 육상 선수이다.
2017년 유럽 U-23 선수권에서 100m 은메달, 2019년 유니버시아드에서 200m 금메달을 땄다.

## 2020 도쿄 올림픽
도쿄 올림픽에서는 100m와 200m 경기 출전권을 가지고 있었다. 올림픽이 개최중인 2021년 7월 30일 치마노우스카야는 인스타그램을 통해 벨라루스 국가 올림픽 위원회가 동의 없이 자신을 4 x 400m 계주에 내보내려고 한다며 비판했다. 이후 그는 벨라루스 올림픽 위원회가 자신을 하네다 공항으로 데려가 벨라루스로 귀국시키려고 시도했다고 밝히고 오스트리아로의 망명을 신청할 것이라고 밝혔다. 체코 · 폴란드 등이 도울 뜻을 밝혔고, 결국 폴란드로의 망명 절차를 밟았다. 소식을 들은 그의 남편 역시 우크라이나로 피신했다. 남편과 현재 재회했으며, 모든 가족들이 폴란드로 피신해 있는 상태이다.